# Bryn Terfel
Sir Bryn Terfel Jones (Pantglas, 9 novembre 1965) è un basso-baritono gallese.
Specializzatosi inizialmente in ruoli comici mozartiani, in particolare Figaro, Leporello e Don Giovanni, successivamente ha rivolto l'attenzione verso ruoli drammatici pucciniani e wagneriani.

## Biografia
Da giovane prese parte agli eisteddfodau, i concorsi canori gallesi, vincendo alcuni premi. A diciannove anni si iscrisse alla Guildhall School of Music and Drama di Londra, dove studiò per tre anni.
Nel 1990 finalmente debuttò nel ruolo di Guglielmo in Così fan tutte. Al Royal Opera House di Londra debutta nel 1992 come Masetto in Don Giovanni.
Al Teatro alla Scala di Milano debutta nel 1993 con Kindertotenlieder di Gustav Mahler diretto da Giuseppe Sinopoli. Inaugura la stagione 2011 interpretando Leporello in Don Giovanni.
Al Wiener Staatsoper debutta nell'aprile 1993 come Figaro ne Le nozze di Figaro.
All'Opera di Chicago debutta nel 1993 come Donner in Das Rheingold.
Per il Metropolitan Opera House debutta nel 1994 come Figaro ne Le nozze di Figaro.
Ha cantato in alcuni dei maggiori teatri, con grandi direttori d'orchestra come Sir John Eliot Gardiner, Claudio Abbado, Georg Solti e James Levine. In Don Giovanni ha interpretato sia il ruolo del protagonista che quelli di Leporello e Masetto.
Nel 2003 il Principe di Galles lo ha insignito del titolo di commendatore dell'Ordine dell'Impero Britannico.

## Vita privata
Vive nei pressi di Caernarfon. È stato sposato con la fidanzata di gioventù, Lesley, fino al dicembre 2012 quando i due si sono separati. La coppia ha avuto tre figli.

## Repertorio
| Ruolo                                  | Titolo                         | Autore      |
| -------------------------------------- | ------------------------------ | ----------- |
| Méphistophélès                         | La damnation de Faust          | Berlioz     |
| Escamillo                              | Carmen                         | Bizet       |
| Balstrode                              | Peter Grimes                   | Britten     |
| Henry Cuffe                            | Gloriana                       | Britten     |
| Quinault                               | Adriana Lecouvreur             | Cilea       |
| Dulcamara                              | L'elisir d'amore               | Donizetti   |
| Don Pasquale                           | Don Pasquale                   | Donizetti   |
| Méphistophélès                         | Faust                          | Gounod      |
| Mirko Zeta                             | Die lustige Witwe              | Lehár       |
| Sompnour                               | Robin Hood                     | Macfarren   |
| Luke                                   | Helvellyn                      | Macfarren   |
| Lord Ruthven                           | Der Vampyr                     | Marschner   |
| La Voce                                | Idomeneo                       | Mozart      |
| Figaro                                 | Le nozze di Figaro             | Mozart      |
| Don Giovanni Leporello Masetto         | Don Giovanni                   | Mozart      |
| Guglielmo                              | Così fan tutte                 | Mozart      |
| Sprecher                               | Die Zauberflöte                | Mozart      |
| Boris Godunov                          | Boris Godunov                  | Musorgskij  |
| Coppélius Dapertutto Lindorf Miracle   | Les contes d'Hoffmann          | Offenbach   |
| Mathias Wismann                        | L'angelo di fuoco              | Prokof'ev   |
| Barone Scarpia Cesare Angelotti        | Tosca                          | Puccini     |
| Sharpless                              | Madama Butterfly               | Puccini     |
| Gianni Schicchi                        | Gianni Schicchi                | Puccini     |
| Doctor Marianus Faust Pater Seraphicus | Szenen aus Goethes Faust       | Schumann    |
| Sweeney Todd                           | Sweeney Todd                   | Sondheim    |
| Jochanaan                              | Salome                         | Strauss     |
| Il messaggero                          | Die Frau ohne Schatten         | Strauss     |
| Créon                                  | Oedipus Rex                    | Stravinskij |
| Nick Shadow                            | The Rake's Progress            | Stravinskij |
| Ford Sir John Falstaff                 | Falstaff                       | Verdi       |
| L'Olandese                             | Der fliegende Holländer        | Wagner      |
| Wolfram                                | Tannhäuser                     | Wagner      |
| L'Araldo                               | Lohengrin                      | Wagner      |
| Donner Wotan                           | Das Rheingold                  | Wagner      |
| Wotan                                  | Die Walküre                    | Wagner      |
| Wotan                                  | Siegfried                      | Wagner      |
| Hans Sachs                             | Die Meistersinger von Nürnberg | Wagner      |

## Discografia
- Berlioz, La Damnation de Faust - Anne Sofie von Otter/Bryn Terfel/Myung-Whun Chung/Philharmonia Orchestra/Victor von Halem, 1998 Deutsche Grammophon
- Cecilia & Bryn: Duets - Bryn Terfel/Cecilia Bartoli/Myung-Whun Chung/Orchestra dell'Accademia di Santa Cecilia, 1998 Decca
- Cilea, Adriana Lecouvreur - Bryn Terfel/Carlo Bergonzi/Dame Joan Sutherland/Leo Nucci/Orchestra of the Welsh National Opera/Richard Bonynge, 1990 Decca
- Fauré & Duruflé: Requiem - Cecilia Bartoli/Bryn Terfel/Orchestra dell'Accademia Nazionale di Santa Cecilia, 1998 Deutsche Grammophon
- Handel Arias / Scottish Chamber Orchestra (Deutsche Grammophon)
- Hindemith Wagner - Bryn Terfel/Los Angeles Philharmonic/Esa-Pekka Salonen, 2011 Deutsche Grammophon
- An die Musik (Favorite Schubert Songs) (Deutsche Grammophon)
- Jenkins, Cantata memoria - Terfel/Thomas/Finch/Cymru Orch., 2016 Deutsche Grammophon
- Mendelssohn, Elijah - Bryn Terfel/Edinburgh Festival Chorus/Orchestra of the Age of Enlightenment/Paul Daniel/Renée Fleming, 1997 Decca
- Mozart, Arie da opere - Gardiner/Terfel/Gilfry/Sieden, 1990/1995 (Deutsche Grammophon)
- Mozart, Don Giovanni - Abbado/Europe CO/Keenlyside, 1997 Deutsche Grammophon
- Mozart, Don Giovanni - Solti/Terfel/Fleming/Murray, 1996 (Decca)
- Mozart, Le Nozze di Figaro - Alison Hagley/Bryn Terfel/English Baroque Soloists/Hillevi Martinpelto/John Eliot Gardiner/Rodney Gilfry, 1994 Deutsche Grammophon
- Schubert, An Die Musik - Bryn Terfel/Malcolm Martineau, 1994 Deutsche Grammophon
- Schumann, Liederkreis - Bryn Terfel/Malcolm Martineau, 1999 Deutsche Grammophon
- Strauss, R., Salomè - Bryn Terfel/Cheryl Studer/Giuseppe Sinopoli/Horst Hiestermann/Orchester der Deutschen Oper Berlin, 1991 Deutsche Grammophon
- Stravinsky, The Rake's Progress - von Otter/Terfel/Bostridge/Gardiner/London Symphony Orchestra, 1999 Deutsche Grammophon - Grammy Award for Best Opera Recording 2000
- Verdi, Falstaff - Abbado/BPO/Terfel/Hampson, 2001 (Deutsche Grammophon)
- Wagner, Arie e brani orchestrali da Parsifal, Tannhäuser, Tristano, Olandese volante, Walkiria - Terfel/Abbado/BPO, 2000/2002 (Deutsche Grammophon)
- Wagner, Twilight of the Gods (Selezione dall'Anello del Nibelungo) - Terfel/Kaufmann/Voigt/Erdmann (Deutsche Grammophon)
- Zemlinsky, Lyrische Symphonie - Deborah Voigt/Bryn Terfel/Wiener Philharmoniker/Giuseppe Sinopoli, 1996 Deutsche Grammophon
- Carols & Christmas Songs - Bryn Terfel, 2010 Deutsche Grammophon
- Bryn Terfel: Opera Arias - James Levine & Metropolitan Opera Orchestra, 1996 (Deutsche Grammophon) - Grammy Award for Best Classical Vocal Solo 1997
- Silent Noon - Bryn Terfel/Malcolm Martineau, 2004 Deutsche Grammophon
- Renée & Bryn - Under the Stars - Bryn Terfel/Paul Gemignani/Renée Fleming/Welsh National Opera Orchestra, 2003 Decca
- Terfel, The art of Bryn Terfel - Wordsworth/Gardiner/Chung /Mackerras/Abbado/Levine, 1994/2009 (Deutsche Grammophon)
- Terfel, A night at the Opera - Bryn Terfel/James Levine/Sir Charles Mackerras, 2000 Deutsche Grammophon
- Simple Gifts - Wordsworth/Terfel/London Symphony Orchestra, 2005 (Deutsche Grammophon) - Grammy Award for Best Classical Crossover Album 2007
- Something Wonderful (Bryn Terfel sings Rodgers & Hammerstein) - (Deutsche Grammophon)
- Renee and Bryn: Under the Stars / con Eenee Fleming (Decca)
- If Ever I Would Leave You (Songs from My Fair Lady, On a Clear Day, Camelot, The Little Prince, Brigadoon) - (Deutsche Grammophon)
- A Song in my Heart - (Deutsche Grammophon)
- We'll Keep a Welcome - (Deutsche Grammophon)
- Bryn Terfel Sings Favorites - (Deutsche Grammophon)
- The Vagabond - Bryn Terfel & Malcolm Martineau, 1995 Deutsche Grammophon
- Bad Boys - Bryn Terfel - 2009 Deutsche Grammophon
- Terfel, Homeward Bound - Mormon Tabernacle Choir, 2013 Deutsche Grammophon - ottava posizione nella classifica Classical Albums

## DVD & Blu-Ray
- Mozart, Don Giovanni - Levine/MET/Fleming/Terfel, regia Franco Zeffirelli, 2000 Deutsche Grammophon
- Mozart, Nozze di Figaro - Gardiner/Terfel/Hagley/Gilfry, regia Olivier Mille, 1993 Archiv Produktion
- Offenbach, Les Contes D'Hoffmann (Paris National Opera, 2002) - Neil Shicoff/Bryn Terfel/Desirée Rancatore/Michel Sénéchal, Arthaus Musik
- Puccini, Tosca (Royal Opera House Covent Garden, Antonio Pappano, 2012); Gheorghiu/Kaufmann/Terfel
- Strauss R, Salomè - Dohnanyi/Malfitano/Terfel, 1997, Decca
- Verdi, Falstaff (Royal Opera House, 1999) - Bryn Terfel/Roberto Frontali/Barbara Frittoli/Bernadette Manca di Nissa/Désirée Rancatore/Bernard Haitink, Opus Arte
- Wagner, Anello del Nibelungo + Documentario Wagner's Dream sulla produzione - Levine/Luisi/Kaufmann/Terfel/Voigt/MET, regia Robert Lepage, 2010 Deutsche Grammophon - Grammy Award for Best Opera Recording 2013
- Wagner, Oro del Reno - Levine/Terfel/Blythe/MET, regia Robert Lapage, 2010 Deutsche Grammophon - vincitore del Premio Grammy 2012 come " Best Opera Recording"
- Wagner, Sigfrido - Luisi/Terfel/Morris/Voigt/MET, 2010 Deutsche Grammophon
- Wagner, Wagner's Dream. Documentario sulla produzione dell'Anello del Nibelungo al Metropolitan - Terfel/Lepage/Levine/Luisi/Gelb, Deutsche Grammophon
- Wagner, Walkiria - Levine/Voigt/Westbroek/Terfel, 2010 Deutsche Grammophon